# Inga Mai Groote
Inga Mai Groote (* 1974) ist eine deutsche Musikwissenschaftlerin.

## Leben
Sie studierte Musikwissenschaft, mittelalterliche und neuere Geschichte und italienische Philologie. Nach der Promotion 2005 in Bonn war sie (Ober-)Assistentin am Institut für Musikwissenschaft der Ludwig-Maximilians-Universität München und der Universität Zürich. Nach der Habilitation 2013 in Zürich, einer Vertretungsprofessur an der Universität Hamburg (Wintersemester 2013/14, Oliver Huck) und Lehraufträgen an der Musikhochschule Lübeck sowie der Universität Bern war sie Professorin für Musikwissenschaft an der Universität Fribourg (2014–2015) und Inhaberin des Lehrstuhls für Musikwissenschaft an der Universität Heidelberg (2015–2018). Seit 2018 lehrt sie als ordentliche Professorin für Musikwissenschaft an der Universität Zürich. 2018 wurde sie mit der Dent Medal der Royal Musical Association ausgezeichnet.
Ihre Forschungsschwerpunkte sind Musikgeschichte der frühen Neuzeit (Deutschland, Italien) und des ausgehenden 19. Jahrhunderts (Frankreich) und ihre sozial- und kulturgeschichtlichen Aspekte; Geschichte der frühneuzeitlichen Musiktheorie und ihrer Buchkultur; Gattungsgeschichte; musikalischer Kulturtransfer; Musik und Humanismus; Musik im konfessionellen Zeitalter; Geschichte der Musikwissenschaft.
2016 wurde sie zum Mitglied der Academia Europaea gewählt.

## Schriften (Auswahl)
- Musik in italienischen Akademien. Studien zur institutionellen Musikpflege 1543–1666. Laaber 2007, ISBN 978-3-89007-681-2.
- Ludwig Senfl. Zwischen Memoria, Markt und Musenkult. Winterthur 2013, ISBN 3-905075-21-0.
- Östliche Ouvertüren. Russische Musik in Paris 1870–1913. Kassel 2014, ISBN 978-3-7618-2366-8.
- als Herausgeberin mit Stefan Keym: Russische Musik in Westeuropa bis 1917. Ideen, Funktionen, Transfers. München 2018, ISBN 3-86916-702-5.
- Michael Praetorius (Persönlichkeit und Geschichte Bd. 174), Muster-Schmidt, Gleichen/Zürich 2021.